# تشارلز توماس كامبل
تشارلز توماس كامبل (بالإنجليزية: Charles Thomas Campbell)‏ هو ضابط أمريكي، ولد في 10 أغسطس 1823 في مقاطعة فرانكلين في الولايات المتحدة، وتوفي في 15 أبريل 1895 في إسكتلندا في الولايات المتحدة.